# Belgische Snooker-Meisterschaft
Die belgische Snooker-Meisterschaft (offiziell: Belgisch kampioenschap snooker) ist ein von der Belgium Billiards & Snooker Association (BBSA) ausgetragener Wettbewerb zur Ermittlung des nationalen Meisters Belgiens in der Billardvariante Snooker. Neben der seit 1984 veranstalteten Herren-Meisterschaft kamen im Laufe der Zeit verschiedene andere Kategorien hinzu.

## Geschichte
Neben dem Hauptturnier der Herren gibt es auch mehrere weitere belgische Meisterschaften: eine Frauen-Meisterschaft, zwei Seniorenturnier („Masters“ und eine Ü50-Ausgabe), drei Juniorenturnieren (U16, U18 und U21) und eine Doppel-Meisterschaft sowie eine Team-Meisterschaft für Vereine. Die Meisterschaft der Herren wird seit 1984 ausgetragen und ist damit die älteste Meisterschaft, alle anderen Kategorien wurden danach sukzessive eingeführt. Ab 1987 wurde auch eine mittlerweile eingestellte belgische Meisterschaft im English Billiards ausgetragen.
An der Doppel-Meisterschaft nahmen mitunter auch Spieler anderer Länder teil. So gehören Fung Kwok Wai aus Hongkong, der Niederländer Stefan Mazrocis und der Schweizer Jean-Marc Baltus zu den Siegern. Leigh Griffin und Pat Horne, die die Doppel-Meisterschaft ebenfalls gewannen und zumindest zeitweise international für England antraten, haben beide eine private Verbindung in den Benelux-Raum. Die französischen Meister Yannick Poulain (2010) und Nicolas Mortreux (2025) verloren jeweils im Endspiel der Doppel-Meisterschaft. Der Finalist der Herren-Meisterschaft von 2015, Tomasz Skalski, gewann nur ein Jahr danach die polnische Snooker-Meisterschaft.
Bei den Herren sind Mario Lannoye, Björn Haneveer und Kevin Hanssens mit je sechs Titeln die erfolgreichsten Spieler. Haneveer hat mit drei verlorenen Endspielen sogar noch eine Finalteilnahme mehr als Lannoye, Hanssens gewann alle seine Endspiele. Bei den Frauen prägt Wendy Jans das Turnier, die seit 1998 insgesamt 20 Titel holen konnte. Rekordsieger der „Masters“-Kategorie ist Andre Slegers, der vier Titel gewinnen konnte; bei der Ü50-Ausgabe siegten Slegers und Rene Hemelsoet je viermal. Während es in der U21-Kategorie mehrere Spieler mit jeweils drei Titelgewinnen gibt, holte sich der später erfolgreiche Profispieler Luca Brecel als einziger insgesamt vier U16-Titel. Ben Mertens ist mit zwei Titeln Rekordsieger der U18-Kategorie. Im Doppel konnte Peter Bullen mit insgesamt elf Titelgewinnen die meisten Meistertitel feiern, allerdings mit unterschiedlichen Teampartnern. Der erfolgreichste Verein ist der Snooker-Club Play Ball aus Hasselt, der in der Team-Kategorie acht Mal siegen konnte.

## Die Turniere im Überblick
Die Angaben richten sich weitgehend nach der Hall of Fame der Belgium Billiards & Snooker Association.
In der Spalte für den Teamwettbewerb besteht für den jeweils siegenden Verein ein Querverweis zu dessen Heimatstadt, soweit diese bekannt ist.
| Jahr | Ort                                  | Herren                               | Herren                               | Herren                               | Frauen                               | „Masters“                            | Ü50                                  | U16                                  | U18                                  | U21                                  | Doppel                                 | Team                                 |
| Jahr | Ort                                  | Sieger                               | Ergb.                                | Finalist                             | Frauen                               | „Masters“                            | Ü50                                  | U16                                  | U18                                  | U21                                  | Doppel                                 | Team                                 |
| ---- | ------------------------------------ | ------------------------------------ | ------------------------------------ | ------------------------------------ | ------------------------------------ | ------------------------------------ | ------------------------------------ | ------------------------------------ | ------------------------------------ | ------------------------------------ | -------------------------------------- | ------------------------------------ |
| 1984 | Ostende                              | Mario Lannoye                        | 5:0                                  | George Dennef                        | keine Austragung                     | keine Austragung                     | keine Austragung                     | keine Austragung                     | keine Austragung                     | keine Austragung                     | keine Austragung                       | keine Austragung                     |
| 1985 | Middelkerke                          | Mario Lannoye                        | 7:1                                  | Peter De Waele                       | keine Austragung                     | keine Austragung                     | keine Austragung                     | keine Austragung                     | keine Austragung                     | keine Austragung                     | keine Austragung                       | The Aliens                           |
| 1986 | Löwen                                | Yvan Van Velthoven                   | 7:6                                  | Mario Lannoye                        | keine Austragung                     | keine Austragung                     | keine Austragung                     | keine Austragung                     | keine Austragung                     | Yvan Van Velthoven                   | keine Austragung                       | New City                             |
| 1987 | Zele                                 | Mario Lannoye                        | 7:0                                  | Steve Lemmens                        | Nathalie Bello                       | keine Austragung                     | keine Austragung                     | keine Austragung                     | keine Austragung                     | Steve Lemmens                        | M. Alleman H. Claes                    | Parthenon                            |
| 1988 | Antwerpen                            | Mario Lannoye                        | 7:6                                  | Yvan Van Velthoven                   | Nathalie Bello                       | keine Austragung                     | keine Austragung                     | keine Austragung                     | keine Austragung                     | Steve Lemmens                        | Mario Lannoye Steve Lemmens            | Noordzee                             |
| 1989 | Antwerpen                            | Mario Lannoye                        | 7:2                                  | Yvan Van Velthoven                   | Anja Vandenbussche                   | keine Austragung                     | keine Austragung                     | keine Austragung                     | keine Austragung                     | Eric Van der Linden                  | Bart Van Ginneken Ben Van Dooren       | Noordzee                             |
| 1990 | Antwerpen                            | Steve Lemmens                        | 7:2                                  | Mario Lannoye                        | Christel Leclercq                    | keine Austragung                     | keine Austragung                     | keine Austragung                     | keine Austragung                     | Steve Lemmens                        | Yvan Van Velthoven Eric Van der Linden | The Rams                             |
| 1991 | Antwerpen                            | Mario Lannoye                        | 6:1                                  | Peter Blomme                         | Christel Leclercq                    | keine Austragung                     | keine Austragung                     | keine Austragung                     | keine Austragung                     | Patrick Delsemme                     | Bart Van Ginneken Serge Verbeeck       | The Pocket                           |
| 1992 | Antwerpen                            | Yvan Van Velthoven                   | 7:5                                  | Mario Geudens                        | Anja Vandenbussche                   | Robert Clynckemaillie                | keine Austragung                     | Björn Haneveer                       | keine Austragung                     | Patrick Delsemme                     | Patrick Delsemme Jean-Marc Baltus      | Westbury                             |
| 1993 | Antwerpen                            | Danny Lathouwers                     | 7:2                                  | Stefan Van Der Borght                | Valerie Van Bellinghen               | Leon Fletcher                        | keine Austragung                     | Steven Van Osselaer                  | keine Austragung                     | Johan van Goetham                    | K. Ben Saïd J.-Y Thomsin               | ‘t Abdijke                           |
| 1994 | Antwerpen                            | Yvan Van Velthoven                   | 7:3                                  | Danny Lathouwers                     | Peggy Sterckx                        | Andre Slegers                        | keine Austragung                     | Kevin Draulans                       | keine Austragung                     | Johan van Goetham                    | J. Gillespie Pascal Tollenaere         | ‘t Abdijke                           |
| 1995 | Antwerpen                            | Patrick Delsemme                     | 7:3                                  | Steve Lemmens                        | Christel Leclercq                    | Maurice Schoeters                    | keine Austragung                     | Kevin Draulans                       | keine Austragung                     | Davy Thijs                           | Mario Eckert Fung Kwok Wai             | Play Ball                            |
| 1996 | Antwerpen                            | Björn Haneveer                       | 7:6                                  | Steve Lemmens                        | Valerie Van Bellinghen               | Gilbert Engelbos                     | keine Austragung                     | Jurgen Van Den Bossche               | keine Austragung                     | Björn Haneveer                       | Youssef De Vos Steve Cohen             | Matchroom Schijnpoort                |
| 1997 | Antwerpen                            | Patrick Delsemme                     | 7:5                                  | Steve Lemmens                        | Valerie Van Bellinghen               | Bavo Vandezande                      | keine Austragung                     | Theo Ruyters                         | keine Austragung                     | Björn Haneveer                       | Patrick Delsemme Ahmed Osman           | Matchroom Schijnpoort                |
| 1998 | Antwerpen                            | Björn Haneveer                       | 7:3                                  | Mario Geudens                        | Wendy Jans                           | Willy Schoeters                      | keine Austragung                     | Kim Van Der Kelen                    | keine Austragung                     | Björn Haneveer                       | Danny Lathouwers Johan D’Hondt         | Twenty One                           |
| 1999 | Antwerpen                            | Mario Geudens                        | 7:5                                  | Björn Haneveer                       | Valerie Van Bellinghen               | Andre Slegers                        | keine Austragung                     | Kevin Van Hove                       | keine Austragung                     | Jurgen Van Den Bossche               | Yvan Van Velthoven Leigh Griffin       | Twenty One                           |
| 2000 | Antwerpen                            | Björn Haneveer                       | 7:1                                  | Alain De Cock                        | Wendy Jans                           | Andre Slegers                        | keine Austragung                     | Kevin Van Hove                       | keine Austragung                     | Serge Das                            | Franky Debaene Kurt Desplenter         | Play Ball                            |
| 2001 | Geraardsbergen                       | Björn Haneveer                       | 7:3                                  | Mario Geudens                        | Wendy Jans                           | Andre Slegers                        | keine Austragung                     | Niki Baele                           | keine Austragung                     | Johan D’Hondt                        | Peter Bullen Steve Lemmens             | Play Ball                            |
| 2002 | Geraardsbergen                       | Jim Spapen                           | 7:4                                  | Mario Geudens                        | Wendy Jans                           | Dirk Declercq                        | keine Austragung                     | Davy Pauly                           | keine Austragung                     | Kevin Van Hove                       | Nico Devlies Curd Persyn               | Play Ball                            |
| 2003 | Duffel                               | Nico Devlies                         | 7:1                                  | Peter Bullen                         | Wendy Jans                           | Bavo Vandezande                      | keine Austragung                     | Giovanni Ducquenois                  | keine Austragung                     | Kevin Van Hove                       | Peter Vertommen Johan Leenhaerts       | Sint-Martinus                        |
| 2004 | Duffel                               | Kevin Van Hove                       | 7:1                                  | Jim Spapen                           | Wendy Jans                           | Ivan Leus                            | keine Austragung                     | Kristof Vermeiren                    | keine Austragung                     | Kevin Van Hove                       | Jim Spapen Stefan Mazrocis             | Paraske Ball                         |
| 2005 | Duffel                               | Björn Haneveer                       | 7:4                                  | Nico Devlies                         | Isabelle Jonckheere                  | Ivan Leus                            | keine Austragung                     | Sebastiaan Vermeylen                 | keine Austragung                     | Kevin Hanssens                       | Tom De Witte Pat Horne                 | Paraske Ball                         |
| 2006 | Alken                                | Jim Spapen                           | 7:6                                  | Yvan Van Velthoven                   | Isabelle Jonckheere                  | Albert Beyers                        | keine Austragung                     | Kristof Vermeiren                    | keine Austragung                     | Davy Pauly                           | Peter Bullen Kevin Van Hove            | Paraske Ball                         |
| 2007 | Alken                                | Björn Haneveer                       | 7:6                                  | Patrick Delsemme                     | Candide Binon                        | Johnny Peetermans                    | keine Austragung                     | Luca Brecel                          | keine Austragung                     | Giovanni Ducquenois                  | Peter Bullen Kevin Van Hove            | Limit                                |
| 2008 | Alken                                | Danny Lathouwers                     | 7:2                                  | Kevin Van Hove                       | Wendy Jans                           | Kurt Desplenter                      | Andre Slegers                        | Luca Brecel                          | keine Austragung                     | Luca Brecel                          | Mario Geudens Tom Hufkens              | Riley Inn                            |
| 2009 | Duffel                               | Mario Geudens                        | 7:3                                  | Kevin Van Hove                       | Wendy Jans                           | Kurt Desplenter                      | Albert Beyers                        | Luca Brecel                          | keine Austragung                     | Luca Brecel                          | Peter Bullen Patrick Delsemme          | Snooker X                            |
| 2010 | Mol                                  | Luca Brecel                          | 7:4                                  | Björn Haneveer                       | Wendy Jans                           | Nick Vanhee                          | Andre Slegers                        | Luca Brecel                          | keine Austragung                     | Kristof Vermeiren                    | Peter Bullen Kevin Van Hove            | Play Ball                            |
| 2011 | Duffel                               | Peter Bullen                         | 7:3                                  | Björn Haneveer                       | Isabelle Jonckheere                  | Kurt Desplenter                      | Guy Rolland                          | Jeff Jacobs                          | keine Austragung                     | Luca Brecel                          | Fabrice Feyten Michel Groessens        | De Leug                              |
| 2012 | Gent                                 | Yvan Van Velthoven                   | 7:6                                  | Kevin Van Hove                       | Wendy Jans                           | Yvan Van Velthoven                   | Andre Slegers                        | Amedeo Durnez                        | keine Austragung                     | Nicky Godeyne                        | Peter Bullen Patrick Delsemme          | Play Ball                            |
| 2013 | Lanklaar                             | Luca Brecel                          | 7:1                                  | Yvan Van Velthoven                   | Wendy Jans                           | Alain Vandersteen                    | Andre Slegers                        | Wesley Pelgrims                      | keine Austragung                     | Jeff Jacobs                          | Luca Brecel Jurian Heusdens            | De Leug                              |
| 2014 | Dilsen-Stokkem                       | Luca Brecel                          | 7:5                                  | Yvan Van Velthoven                   | Wendy Jans                           | Yvan Van Velthoven                   | Rene Hemelsoet                       | Wesley Pelgrims                      | keine Austragung                     | Jeff Jacobs                          | Peter Bullen Steve Lemmens             | Biljart Lounge                       |
| 2015 | Sint-Truiden                         | Peter Bullen                         | 7:5                                  | Tomasz Skalski                       | Wendy Jans                           | Alain Vandersteen                    | Johnny Peetermans                    | Amedeo Durnez                        | keine Austragung                     | Kobe Vanoppen                        | Luca Brecel Mathijs Bokken             | Biljart Lounge                       |
| 2016 | Sint-Truiden                         | Kevin Hanssens                       | 7:3                                  | Peter Bullen                         | Wendy Jans                           | Tom De Wit                           | Rene Hemelsoet                       | Amedeo Durnez                        | keine Austragung                     | Jeff Jacobs                          | Peter Bullen Steve Lemmens             | Play Ball                            |
| 2017 | Sint-Truiden                         | Jeff Jacobs                          | 7:4                                  | Kevin Van Hove                       | Wendy Jans                           | Alain Vandersteen                    | Rudy Poelmans                        | Ben Mertens                          | keine Austragung                     | Julien Leclercq                      | Luca Brecel Mathijs Bokken             | Play Ball                            |
| 2018 | Sint-Truiden                         | Kevin Van Hove                       | 7:5                                  | Julien Leclercq                      | Wendy Jans                           | Steve Lambrechts                     | Nick Vanhee                          | Julien Leclercq                      | Ben Mertens                          | Kobe Vanoppen                        | Kevin Hanssens Tino de Witte           | Zuma                                 |
| 2019 | Hasselt                              | Kevin Hanssens                       | 7:2                                  | Kristof Vermeiren                    | Wendy Jans                           | Patrick Delsemme                     | Peter Vertommen                      | Julien Leclercq                      | Sybren Sokolowski                    | Kobe Vanoppen                        | Peter Bullen Mario Geudens             | Snooker Palace                       |
| 2020 | keine Austragung (COVID-19-Pandemie) | keine Austragung (COVID-19-Pandemie) | keine Austragung (COVID-19-Pandemie) | keine Austragung (COVID-19-Pandemie) | keine Austragung (COVID-19-Pandemie) | keine Austragung (COVID-19-Pandemie) | keine Austragung (COVID-19-Pandemie) | keine Austragung (COVID-19-Pandemie) | keine Austragung (COVID-19-Pandemie) | keine Austragung (COVID-19-Pandemie) | keine Austragung (COVID-19-Pandemie)   | keine Austragung (COVID-19-Pandemie) |
| 2021 | keine Austragung (COVID-19-Pandemie) | keine Austragung (COVID-19-Pandemie) | keine Austragung (COVID-19-Pandemie) | keine Austragung (COVID-19-Pandemie) | keine Austragung (COVID-19-Pandemie) | keine Austragung (COVID-19-Pandemie) | keine Austragung (COVID-19-Pandemie) | keine Austragung (COVID-19-Pandemie) | keine Austragung (COVID-19-Pandemie) | keine Austragung (COVID-19-Pandemie) | keine Austragung (COVID-19-Pandemie)   | keine Austragung (COVID-19-Pandemie) |
| 2022 | Lochristi                            | Kevin Hanssens                       | 7:5                                  | Wesley Pelgrims                      | Wendy Jans                           | Luc Heirewegh                        | Pascal Tollenaere                    | keine Austragung                     | Ben Mertens                          | Julien Leclercq                      | Peter Bullen Mario Geudens             | De Leug                              |
| 2023 | Lochristi                            | Kevin Hanssens                       | 7:0                                  | Sybren Sokolowski                    | Wendy Jans                           | Peter Bullen                         | Alain Vandersteen                    | keine Austragung                     | Mathias van der Meeren               | Thijs Pauwels                        | Ben Mertens Pascal Tollenaere          | Sint-Martinus                        |
| 2024 | Lochristi                            | Kevin Hanssens                       | 7:1                                  | Wesley Pelgrims                      | Wendy Jans                           | Nick Vanhee                          | Rene Hemelsoet                       | keine Austragung                     | Milo Meiresonne                      | Thijs Pauwels                        | Ben Mertens Pascal Tollenaere          | Delta Moon                           |
| 2025 | Glabbeek                             | Kevin Hanssens                       | 5:2                                  | Wesley Pelgrims                      | Diana Khodjaeva                      | Kevin Hanssens                       | Rene Hemelsoet                       | keine Austragung                     | Milo Meiresonne                      | Yorrit Hoes                          | Peter Bullen Nicolas Dury              | noch nicht ausgetragen               |

## Rangliste der Herren
| Platz | Spieler            | Gold | Silber | Finalteilnahmen |
| ----- | ------------------ | ---- | ------ | --------------- |
| 1     | Björn Haneveer     | 6    | 3      | 9               |
| 2     | Mario Lannoye      | 6    | 2      | 8               |
| 3     | Kevin Hanssens     | 6    | 0      | 6               |
| 4     | Yvan Van Velthoven | 4    | 5      | 9               |
| 5     | Luca Brecel        | 3    | 0      | 3               |
| 6     | Mario Geudens      | 2    | 4      | 6               |
| 6     | Kevin Van Hove     | 2    | 4      | 6               |
| 8     | Peter Bullen       | 2    | 2      | 4               |
| 9     | Danny Lathouwers   | 2    | 1      | 3               |
| 9     | Patrick Delsemme   | 2    | 1      | 3               |
| 9     | Jim Spapen         | 2    | 1      | 3               |
| 12    | Steve Lemmens      | 1    | 4      | 5               |
| 13    | Nico Devlies       | 1    | 1      | 2               |
| 14    | Jeff Jacobs        | 1    | 0      | 1               |